# Basen naftowy
Basen naftowy - obniżony element litosfery, zbudowany z formacji osadowych, zawierających potencjalne skały macierzyste, zbiornikowe i uszczelniające, których stopień lityfikacji inspirował procesy generowania i migracji węglowodorów.
Rzadko kiedy złoża węglowodorów występują pojedynczo, na ogół występują one w obrębie basenów sedymentacyjnych. Dotychczas odkryto 270 dużych i średnich (o powierzchni ponad 5000 km²) basenów naftowych o udokumentowanej lub potencjalnej produktywności, zawierających 41 000 złóż ropy naftowej i 27 000 złóż gazu ziemnego.

## Podział basenów naftowych
Podział basenów naftowych według W. Bally (1975)
- baseny o genezie tensyjnej
  - A1 - położone na pasywnej krawędzi płyty kontynentalnej
  - A2 - położone w strefach wewnątrzplatformowych
- baseny o genezie kompresyjnej
  - związane z subdukcją płyty oceanicznej
    - B1 - położone w wokółpacyficznych rowach głębokomorskich
    - C1a - baseny przedłukowe
    - C1b - baseny załukowe

  - związane z subdukcją płyty kontynentalnej
    - B2 - baseny śródgórskie
    - C2 - baseny międzygórskie

  - związane pośrednio z subdukcją płyty kontynentalnej
    - B3 - baseny typu rozłamowego (chińskiego)

Podział według Klemma (1978)
- Baseny platformowe
  - I. Baseny o prostej budowie strukturalnej, uformowane w czasie jednego cyklu sedymentacyjno-dystroficznego
  - II. Baseny uformowane w kilku cyklach sedymentacyjno-diastroficznych, leżące niezgodnie na podłożu
  - III. Baseny związane z młodymi zapadliskami typu aulakogenów
- Baseny przejściowe
  - IV. Baseny uformowane na skłonach platform
  - V. Baseny związane z wydłużonymi zapadliskami o genezie tensyjnej (baseny przyuskokowo-ciągnione)
  - VI. Baseny związane z subdukcją płyty oceanicznej, położone ukośnie do struktur podłoża
  - VII. Baseny związane z subdukcją płyty oceanicznej, położone zgodnie z kierunkiem struktur podłoża
  - VIII. Baseny deltowe, leżące w strefach pasywnej krawędzi platform